# San Mango sul Calore
San Mango sul Calore es uno de los municipios o comunas ("comune" en italiano) de la provincia de Avellino, en la región de Campania. Con cerca de 1.235 habitantes, según el censo de 2005, se extiende por una área de 14 km², teniendo una densidad de población de 88 hab/km². Linda con los municipios de Castelvetere sul Calore, Chiusano di San Domenico, Lapio, Luogosano, Paternopoli, y Taurasi.

## Demografía
| Gráfica de evolución demográfica de San Mango sul Calore entre 1861 y 2001 |
|                                                                            |
| Fuente ISTAT - elaboración gráfica de Wikipedia                            |